# Podział administracyjny Kiribati

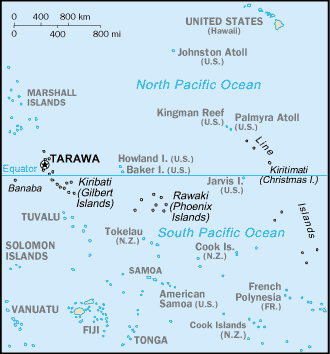
Kiribati

Kiribati podzielone jest na 6 dystryktów oraz 21 rad plemiennych odbywających się na wyspach.
- Dystrykty:
  - Banaba
  - Central Gilberts
  - Line Islands
  - Northern Gilberts
  - Southern Gilberts
  - Tarawa
- Rady plemienne:
  - Abaiang
  - Abemama
  - Aranuka
  - Arorae
  - Banaba
  - Béru
  - Butaritari
  - Kanton
  - Kiritimati
  - Kuria
  - Maiana
  - Makin
  - Marakei
  - Nikunau
  - Nonouti
  - Onotoa
  - Tabiteuea
  - Tabuaeran
  - Tamana
  - Tarawa
  - Teraina